# Ninguno, Guerrero
Ninguno är en ort i Mexiko.   Den ligger i kommunen Pilcaya och delstaten Guerrero, i den sydöstra delen av landet, 90 km sydväst om huvudstaden Mexico City. Ninguno ligger 1 639 meter över havet och antalet invånare är 118.
Terrängen runt Ninguno är kuperad. Runt Ninguno är det ganska tätbefolkat, med 139 invånare per kvadratkilometer. Närmaste större samhälle är Ixtapan de la Sal, 9,1 km norr om Ninguno. I omgivningarna runt Ninguno växer huvudsakligen savannskog.